# Limnodriloides olearius
Limnodriloides olearius är en ringmaskart som beskrevs av Erséus och Alexander William Milligan 1989. Limnodriloides olearius ingår i släktet Limnodriloides och familjen glattmaskar. Inga underarter finns listade i Catalogue of Life.